# Potyondi-mocsár

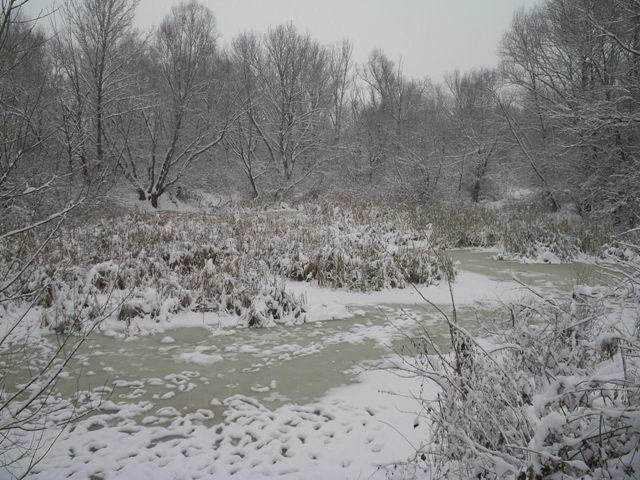
A Potyondi-mocsár télen

A Potyondi-mocsár egy Szombathely külterületén fekvő, mintegy 2,75 hektáros természetközeli terület, amely biológiai és természetvédelmi szempontból is kiemelt figyelmet érdemel. Számos faj számára az ökológiában használatos szakkifejezéssel élve amolyan lépőkő (stepping stone), így szerves része a Szombathely környéki zöld folyosónak. A természetvédelmi szempontból értékes rekettyés-fűzláp (Calamagrosti-Salicetum cinereae) társulás előfordulása miatt 2010-ben országosan védett státuszt nyert (ex lege védettség), 2018-ban pedig Szombathely MJV Települési Értéktárába is felvételre került.

## Kialakulás
A területnek helyet adó mélyedésrendszer, amely mintegy 5 méterrel fekszik a környező területek 217 méteres tengerszint feletti magassága alatt, az 1920-as években folyó kavicstermelés során jött létre. Az élőhely kiterjedése már csak töredéke az akkorinak, hiszen délkeleti részét korábban a Csónakázó-tó mederkotrásából származó anyaggal, míg a megmaradt rész délkeleti szélét az Kámon-Olad összekötő út építése során betontömbökkel, és mindenféle építkezési törmelékkel feltöltötték, így eredeti kiterjedésének csak északi része maradt meg. Ennek középső, legmélyebb részeit egy-két családi háznyi területen állóvíz tölti ki, amely még a legszárazabb nyáridőben sem szárad ki teljesen. A partján és a benyúló földnyelveken álló fűzfák járulékos gyökérzónái alapján megállapítható, hogy nagyobb vízállás esetén akár két méteres víz is lehet benne. Ilyenkor a fővíztesttől nyugatra eső kisebb mélyedések is jelentősebb vízborítást kapnak. A tó általában kb. 1500 m²-es kiterjedéssel bír, ehhez jön még a körülötte lévő kisebb mélyedések további, kb. 250 m2-es vízfelülete. A mélyedés-rendszer vízutánpótlását a csapadékból, a rétegvizekből és talán az időszakosan, áradások alkalmával a vizet északról délre vezető Potyondi-árokból is nyeri. Mind az állóvízben, mind a körül változatos, és a környéken ritka élőhelytípusok vannak jelen, amelyek viszonylag gazdag élővilágnak adnak otthont.

## Élővilág

### Növényvilág
Az itt élő növényfajok száma meghaladja a százat, amely a mocsár és közvetlen környezetének alaposabb felmérésekor bizonyosan bővülni fog. A vízi növényzetben a lebegő hínárt a felszínen úszó békalencse hínár (Lemnetum), a rögzült hínárt pedig bodros békaszőlő hínár (Potametum crispi) képviseli. A vízpartokat több helyütt széles- (Typhetum latifoliae) és keskenylevelű gyékényesek (Typhetum angustifoliae) és harmatkásások (Glycerietum) alkotta mocsári növényzet (Phragmitetea) szegélyezi, illetve abba jócskán bele is nyúlik. Helyenként kisebb magassásos (Magnocaricion) töredékek is jelen vannak. A csupasznak tűnő partszakaszok
iszapnövényzetében (Nanocyperion) palkák és szittyók élnek. A fő tómeder északnyugati szélén a láperdők (Alnetea glutinosae) egyik társulástípusát képviselő rekettyefüzes fűzláp-részletek (Calamagrosti-Salicetum cinereae fragm.) is felismerhetők. Egy kissé magasabb térszínen – majdnem teljes körben – főként fehér fűzfákból álló puhafaliget (Salicetum albae-fragilis) övezi a mocsarat, alatta üde szegélynövényzet (Senecionion fluviatilis) elemeivel.

### Állatvilág
A vízben bőven tenyészik a nagy mocsáricsiga (Lymnaea stagnalis), de csíkbogarak (Dytiscidae) és szitakötők (Odonata) is vannak. A nyári esték békakoncertje a kétéltűek népes seregéről tanúskodik, az egyik leggyakoribb faj az erdei béka (Rana dalmatina). Előfordul a vízi sikló (Natrix natix) és nem messze innét mocsári teknőst (Emys orbicularis) is láttak. A madárvilág is gazdagnak mondható, ritka madárfajok is előfordulnak, mint például a vízityúk (Gallinula chloropus), a jégmadár (Alcedo atthis) a bakcsó (Nycticorax nycticorax) és a szürke gém (Ardea cinerea). Összesen 9 kétéltűfaj (mind védett), 4 hüllőfaj (mind védett), számos védett madárfaj és emlősfaj előfordulása ismeretes innen.

## Veszélyeztető tényezők
Az értékes élőhely-együttes-maradvány megmaradását veszélyeztető tényezők legfontosabbika, az élőhely egy részének megszűnését eredményező mesterséges feltöltés szerencsére abbamaradt. (Létezik ugyanakkor egy természetes szukcessziós, feltöltődési folyamat is, amely azonban csak több évtizedes távon eredményezheti majd a terület szárazodását, élővilágának átalakulását.) A jelenleg legnagyobb veszélyforrást a szemetelés jelenti, amelynek az intenzív horgász-tevékenységgel való összefüggése a hulladékok összetétele alapján valószínűsíthető. A nehézségek sorában a további, a Potyondi-mocsár külső, főként keleti mellékének a törmelék- és szemétlerakások nyomán történő gyomosodása. A romtalajokon előretörő, úgynevezett ruderális gyomnövényzet részben lágyszárú magaskórós növényekből áll, amelyben a nagy csalán (Urtica dioica) és különböző özöngyomok dominálnak, mint például a magas aranyvessző (Solidago gigantea), vagy a kínai karmazsinbogyó (Phytolacca esculenta). Cserjésedés is tapasztalható, amelynek fő alkotója a hamvas szeder (Rubus caesius), de özönfák is terjednek, mint a fehér akác (Robinia pseudacacia) és a mirigyes bálványfa (Ailanthus altissima). A 2010-e évek óta a korábban dús hínárnövényzet jelentősen visszaszorult, a kiterjedt gyékényesek eltűntek, a fauna is szegényesebbé vált. Az állatvilág tekintetében leromlást jelez az özönhal ezüstkárász (Carassius auratus gibelio) inváziója, ami lassan kiszorítja a tóban korábban uralkodó széles kárászt (C. carassius).
Mivel az erőteljesen újraképződő szemét rendszeres hivatalos gyűjtése és elszállítása mindeddig nem valósult meg, ezt az alább felsorolt szakirodalmi források első szerzője 2003 óta évszakonként végzett/szervezett hulladékmentesítéssel igyekszik kezelni. A takarításba alkalmanként az oladi Herman Ottó Környezetvédelmi és Mezőgazdasági Szakképző Iskola, és a Kámoni Arborétumért Egyesület és a Szombathelyi Szépítő Egyesület is besegít. A Potyondi-mocsár többször volt helyszíne biológiatanárok továbbképzésének, általános és középiskolai tanulók, egyetemi hallgatók terepi oktatásának. Mindent összevetve, amennyiben a Potyondi-mocsár szemétterhelését sikerülne csökkenteni, a még kisszámú bálványfát eltávolítani, a terület külön beavatkozást a jövőben nem igényel, hiszen az élőhely növény- és állatvilága önszabályozó módon képes működtetni e kis élőkörnyezeti rendszert (ökoszisztémát). A Potyondi-mocsár fennmaradása esetén a megyeszékhely térségében gazdag természetközeli életközösség menedékét biztosíthatja.

## Látogathatóság
A terület szabadon látogatható.